# Бесселер, Генрих
Ге́нрих Бе́сселер (нем. Heinrich Besseler, 2 апреля 1900, Дортмунд — 25 июля 1969, Лейпциг) — немецкий музыковед, один из крупнейших в XX веке.

## Биография
Изучал во Фрайбургском университете музыковедение (В. Гурлитт), философию (М. Хайдеггер) и германистику (Г. Мюллер). Стажировался в Венском университете у музыковедов Г. Адлера и В. Фишера.
Защитил докторскую диссертацию (1923, Фрайбургский университет) о немецких сюитах XVII века (научный руководитель В. Гурлитт). Два года спустя защитил профессорскую диссертацию (Habilitation, также во Фрайбургском университете) о мотете конца XIII — начала XIV веков, от Пьера де ла Круа до Филиппа де Витри (научный консультант — Фридрих Людвиг, Гёттинген). C 1928 г. профессор, преподаватель музыковедческих дисциплин в Гейдельбергском университете. В 1949-56 гг. — профессор музыковедения (в начале 1950-х также зав. кафедрой музыкознания) в университете Йены, в 1956-65 — профессор (и директор «Института музыкознания») в Лейпцигском университете. Гос. премия ГДР (1960). Доктор honoris causa Чикагского университета (1967). Член Саксонской академии наук (1955).
В течение десятилетий Бесселер успешно преподавал музыковедческие дисциплины, стяжав себе славу талантливого педагога. Среди его учеников Манфред Букофцер (Bukofzer), Эдвард Ловинский, Зигфрид Хермелинк, Петер Гюльке (Gülke), Сюзанна Клеркс-Лежён (Clercx-Lejeune), Урсула Гюнтер (Günther), Вольфрам Штойде и другие известные музыковеды XX века.

## Научная деятельность
Как ученый приобрёл международную известность благодаря фундаментальным трудам по истории западноевропейской музыки до 1600 г., в частности, о технике композиции (бурдон и фобурдон) в позднем Средневековье, о жизни и творчестве Гийома Дюфаи. В связи с изучением старинной ритмики одним из первых выявил специфику квантитативной времяизмеряющей ритмики (zeitmessende Rhythmik), противопоставив её позднейшей акцентной (тактовой) системе (Akzentstufentakt). Гармонию в музыке XV века рассматривал в эволюционном ключе как предформу мажорно-минорной тональности.
Под влиянием идей своего учителя, философа Хайдеггера Бесселер (в книге «Восприятие музыки в Новое время», 1959) создал оригинальную типологию музыкальных жанров, в основе которой — деление музыки на «обиходную» (или «прикладную», нем. Umgangsmusik) и «репрезентативную» (или «преподносимую», нем. Darbietungsmusik), то есть предназначенную исключительно для слушания. Началом музыки как самостоятельного искусства (нем. eigenständige Musik) Бесселер считал профессиональную музыкальную культуру Ars nova. Исследовал эволюцию музыкальных инструментов, музыкальную иконографию. Посвятил ряд своих работ современной музыкальной жизни и социальной значимости музыки. Автор статей в знаменитых музыкальных справочниках: в фундаментальной энциклопедии Die Musik in Geschichte und Gegenwart (Ars antiqua, Ars nova, Fauxbourdon etc.) и в 12-м издании словаря Римана (Niederländische Musik, Renaissance etc.).
Всю жизнь Бесселер занимался редакционной работой. Он редактировал научные (непериодические) издания «Heidelberger Studien zur Musikwissenschaft» (1932-9), «Musikalische Gegenwartsfragen» (1949-53), «Jenaer Beiträge zur Musikforschung» (1954-61); соредактор знаменитой серии «Иллюстрированная история музыки» («Musikgeschichte in Bildern», с 1961); редактор полного собрания сочинений Г. Дюфаи (в академической нотной серии Corpus mensurabilis musicae). В 1950-е гг. для нового собрания сочинений И. С. Баха (Neue Bach-Ausgabe) редактировал его оркестровые сочинения.

## Сочинения

### Книги
- Beiträge zur Stilgeschichte der deutschen Suite im 17. Jahrhundert. Diss. Freiburg i. Br., 1923
- Die Motettenkomposition von Petrus de Cruce bis Philipp von Vitry. Habilitationsschrift, Freiburg i. Br., 1925.
- Die Musik des Mittelalters und der Renaissance. Potsdam, 1931.
- Zum Problem der Tenorgeige. Heidelberg, 1949.
- Bourdon und Fauxbourdon. Studien zum Ursprung der niederländischen Musik. Leipzig, 1950; 2te, veränderte Aufl. hrsg. v. P. Gülke. Leipzig, 1974.
- Fünf echte Bildnisse Johann Sebastian Bachs. Kassel, 1956.
- Das musikalische Hören der Neuzeit. Berlin, 1959. 80 S. (= Berichte über die Verhandlungen der Sächsischen Akademie der Wissenschaften zu Leipzig. Philosophisch-historische Klasse, Bd. 155)
- (mit Peter Gülke) Schriftbild der mehrstimmigen Musik. Leipzig, 1973 (= Musikgeschichte in Bildern III/5).

### Статьи (выборка)
- Studien zur Musik des Mittelalters. I: Neue Quellen des 14. und des beginnenden 15. Jahrhunderts // Archiv für Musikwissenschaft 7 (1925), SS.167-252; II: Die Motette von Franko von Köln bis Philipp von Vitry // Archiv für Musikwissenschaft 8 (1926), SS.137-258.
- Grundfragen des musikalischen Hörens // Jahrbuch der Musikbibliothek Peters (1925), SS.35-52.
- Grundfragen der Musikästhetik // Jahrbuch der Musikbibliothek Peters (1926), SS.63-80.
- Von Dufay bis Josquin // Zeitschrift für Musikwissenschaft 11 (1928-9), SS.1-22.
- Schiller und die musikalische Klassik // Völkische Musikerziehung 1 (1934-5), SS.72-79.
- Die Entstehung der Posaune // Acta Musicologica 22 (1950), SS.8-35.
- Neue Dokumente zum Leben und Schaffen Dufays // Archiv für Musikwissenschaft 9 (1952), SS.159-76.
- Singstil und Instrumentalstil in der europäischen Musik // Gesellschaft fur Musikforschung. Kongressbericht Bamberg 1953, SS.223-40.
- Die Besetzung der Chansons im 15. Jahrhundert // Société International de Musicologie: Cinquième Congrès, Utrecht 3-7 juiliet 1952. Amsterdam, 1953, pp. 65–72 (публикация доклада; в приложении 10 факсимиле рукописей XV в.)
- Bach als Wegbereiter // Archiv für Musikwissenschaft 12 (1955), SS.1-39; рус. перевод: Бах как новатор // Избранные статьи музыковедов ГДР. М., 1960.
- Spielfiguren in der Instrumentalmusik // Deutsches Jahrbuch der Musiwissenschaft 1 (1956), SS.12-38.
- Dufay in Rom // Archiv für Musikwissenschaft 15 (1958), SS.1-19.
- Umgangsmusik und Darbietungsmusik im 16. Jahrhundert // Archiv für Musikwissenschaft 16 (1959), SS.21-43.
- Die Gebeine und die Bildnisse Johann Sebastian Bachs // Bach-Jahrbuch (1959), SS.130-48.
- Der Ausdruck der Individualität in der Musik // Beiträge zur Musikwissenschaft 5 (1963), SS.161-8.
- Das Renaissanceproblem in der Musik // Archiv für Musikwissenschaft 23 (1966), SS.1-10.
- Deutsche Lieder von Robert Morton bis Josquin // Beiträge zur Musikwissenschaft 13 (1971), SS.174-81.
- Aufsätze zur Musikästhetik und Musikgeschichte. Leipzig: Reclam, 1978 (сб. статей Бесселера, по проблемам музыкальной эстетики и истории музыки)
- Dufay — creator of fauxbourdon // Counterpoint and Compositional Process in the Time of Dufay. Ed. and translated by Kevin N, Moll. New York: Garland, 1997, p.65-90 (расширенная английская версия 1-й главы книги Бесселера «Бурдон и фобурдон»).

### Редакция
- Heidelberger Studien zur Musikwissenschaft I—VIII. Kassel, 1932-39.
- Musikalische Gegenwartsfragen I—III. Heidelberg, 1949-53.
- Jenaer Beiträge zur Musikforschung I—III. Leipzig, 1954-61.
- (mit M. Schneider, ab 1968 mit W. Bachmann) Musikgeschichte in Bildern. Leipzig, 1961-69.
- Guillaume de Machaut. Musikalische Werke, iv: Messe und Lais (Leipzig, 1943).
- Guillaume Dufay. Opera omnia // Corpus mensurabilis musicae, i/1-6 (1951-66).
- Johann Sebastian Bach. Neue Ausgabe sämtlicher Werke, VII/ii: Vier Ouvertüren (Kassel, 1956); VII/i: Brandenburger Concerti (Kassel, 1967).